# اريك فنتون
اريك فنتون (بالإنجليزية: Eric Fenton)‏ هو لاعب هوكي الجليد أمريكي، ولد في 17 يوليو 1969 في تروي في الولايات المتحدة.

## وصلات خارجية
- اريك فنتون على موقع دوري الهوكي الوطني (الإنجليزية)
- اريك فنتون على موقع EliteProspects.com (الإنجليزية)
- اريك فنتون على موقع HockeyDB.com (الإنجليزية)